# Eremophila neglecta
Eremophila neglecta là một loài thực vật có hoa trong họ Huyền sâm. Loài này được J.M.Black mô tả khoa học đầu tiên năm 1914.